# Ivan Capelli
Ivan Franco Capelli (Milán, 24 de mayo de 1963) es un expiloto de automovilismo italiano. Fue campeón de Fórmula 3 Europea en 1984 y de Fórmula 3000 Internacional dos años más tarde.
Corrió en Fórmula 1 para March/Leyton House y Ferrari, entre otros equipos. Participó en 98 Grandes Premios y consiguió tres podios.
Se retiró de la competición en 1996. Actualmente es comentarista de Fórmula 1 en la televisión italiana.

## Resultados

### Fórmula 1
(Clave) (negrita indica pole position) (cursiva indica vuelta rápida)

| Año     | Escudería                      | 1       | 2       | 3       | 4       | 5       | 6       | 7       | 8       | 9       | 10      | 11      | 12      | 13      | 14      | 15      | 16      | Pos. | Puntos |
| ------- | ------------------------------ | ------- | ------- | ------- | ------- | ------- | ------- | ------- | ------- | ------- | ------- | ------- | ------- | ------- | ------- | ------- | ------- | ---- | ------ |
| 1985    | Tyrrell Racing Organisation    | BRA     | POR     | SMR     | MON     | CAN     | USE     | FRA     | GBR     | GER     | AUT     | NED     | ITA     | BEL     | EUR Ret | RSA     | AUS 4   | 17.º | 3      |
| 1986    | Jolly Club SpA                 | BRA     | ESP     | SMR     | MON     | BEL     | CAN     | USE     | FRA     | GBR     | GER     | HUN     | AUT     | ITA Ret | POR Ret | MEX     | AUS     | NC   | 0      |
| 1987    | Leyton House March Racing Team | BRA DNS | SMR Ret | BEL Ret | MON 6   | USE Ret | FRA Ret | GBR Ret | GER Ret | HUN 10  | AUT 11  | ITA 13  | POR 9   | ESP 12  | MEX Ret | JPN Ret | AUS Ret | 19.º | 1      |
| 1988    | Leyton House March Racing Team | BRA Ret | SMR Ret | MON 10  | MEX 16  | CAN 5   | USE DNS | FRA 9   | GBR Ret | GER 5   | HUN Ret | BEL 3   | ITA 5   | POR 2   | ESP Ret | JPN Ret | AUS 6   | 7.º  | 17     |
| 1989    | Leyton House Racing            | BRA Ret | SMR Ret | MON 11  | MEX Ret | USA Ret | CAN Ret | FRA Ret | GBR Ret | GER Ret | HUN Ret | BEL 12  | ITA Ret | POR Ret | ESP Ret | JPN Ret | AUS Ret | NC   | 0      |
| 1990    | Leyton House                   | USA Ret | BRA DNQ | SMR Ret | MON Ret | CAN 10  | MEX DNQ | FRA 2   | GBR Ret | GER 7   | HUN Ret | BEL 7   | ITA Ret | POR Ret | ESP Ret | JPN Ret | AUS Ret | 10.º | 6      |
| 1991    | Leyton House                   | USA Ret | BRA Ret | SMR Ret | MON Ret | CAN Ret | MEX Ret | FRA Ret | GBR Ret | GER Ret | HUN 6   | BEL Ret | ITA 8   | POR 17† | ESP Ret | JPN     | AUS     | 18.º | 1      |
| 1992    | Scuderia Ferrari SpA           | RSA Ret | MEX Ret | BRA 5   | ESP 10† | SMR Ret | MON Ret | CAN Ret | FRA Ret | GBR 9   | GER Ret | HUN 6   | BEL Ret | ITA Ret | POR Ret | JPN     | AUS     | 13.º | 3      |
| 1993    | Sasol Jordan                   | RSA Ret | BRA DNQ | EUR     | SMR     | ESP     | MON     | CAN     | FRA     | GBR     | GER     | HUN     | BEL     | ITA     | POR     | JPN     | AUS     | NC   | 0      |
| Fuente: |                                |         |         |         |         |         |         |         |         |         |         |         |         |         |         |         |         |      |        |